# Mikhail Sergeyevich Bashilov
Bản mẫu:Eastern Slavic name
Mikhail Sergeyevich Bashilov (tiếng Nga: Михаил Серге́евич Башилов; sinh 12 tháng 1 năm 1993) là một cầu thủ bóng đá Nga, thi đấu cho Gorodeya.
Anh ra mắt tại Giải bóng đá ngoại hạng Nga cho FC Tom Tomsk ngày 13 tháng 5 năm 2012 trong trận đấu với FC Rostov.